# 維多利亞 (布宜諾斯艾利斯省)

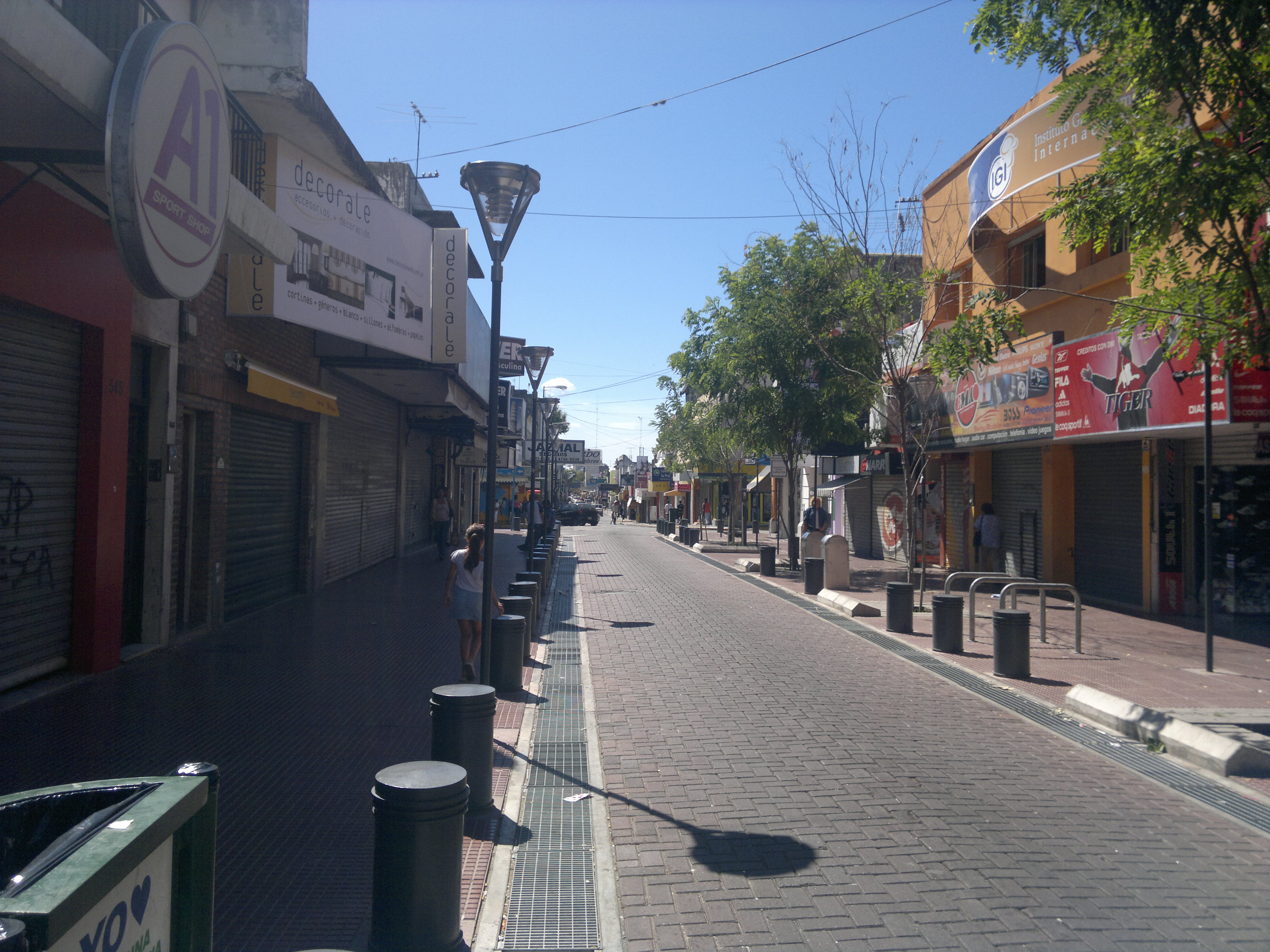
維多利亞

維多利亞是阿根廷的城鎮，位於該國東北部，由布宜諾斯艾利斯省負責管轄，海拔高度11米，鎮上的鐵路設施在1891年啟用，2001年人口39,447。